# Бой в Ирбенском проливе
Бой в Ирбенском проливе — морской бой между отрядом кораблей Краснознамённого Балтийского флота СССР и кораблями Кригсмарине, состоявшийся 6 июля 1941 года в Ирбенском проливе в ходе Великой Отечественной войны. Единственный морской бой крупных кораблей на Балтийском море за всю войну.

## Ход боя
6 июля 1941 года отряд кораблей Краснознамённого Балтийского флота СССР в составе эсминцев «Энгельс», «Сердитый» и «Сильный», а также сторожевых кораблей «Снег» и «Туча» под командованием капитана 1 ранга Б. В. Хорошхина вышел в Ирбенский пролив на постановку минного заграждения. В 12:29 с эсминца «Сердитый» на расстоянии около 250 кабельтовых были замечены неизвестные корабли. В 12:47 цели были опознаны как транспорт в охранении двух малых военных кораблей. В 13:00 на СКР «Туча», на котором находился командующих отрядом, с «Сердитого» прожектором был передан сигнал: «Миноносец противника». После этого эсминцы «Сердитый» и «Сильный» двинулись на перехват.
В 13:09 противник открыл артиллерийский огонь. Советские эсминцы открыли огонь через 3 минуты. Согласно докладам управляющих огнём командиров БЧ-II, со второго-третьего залпа начались попадания, возникли пожары на вражеских кораблях. Во время пристрелки в 13:18 было отмечено попадание в кормовую часть транспорта, на котором возник большой пожар. Охранявшие его корабли поставили дымовую завесу. В 13.20 было отмечено попадание в головной миноносец противника — после начала боя корабли были классифицированы как вспомогательный крейсер в охранении двух миноносцев.
Огонь немецких кораблей поначалу не отличался особой точностью, однако в 13:19 снаряд попал в корму эсминца «Сильный». В результате было убито четверо и ранено семь краснофлотцев, повреждено кормовое орудие, пробита верхняя палуба, выбиты предохранители рулевой машины. При этом осколок снаряда поджёг находившуюся на палубе мину, чем создал угрозу взрыва и гибели корабля. Для спасения эсминца краснофлотцы В. Карпов, В. Александров и раненый И. Уложенко сбросили горящую мину за борт, за что впоследствии были награждены орденами Красного знамени. После немедленного сброса оставшихся мин эсминец «Сильный» резко изменил курс и поставил дымовую завесу, следом за ним то же самое сделал и «Сердитый».
В 14:40 СКР «Туча» и эсминец «Энгельс» сблизились с кораблями противника и с дистанции 76 кабельтовых открыли огонь. Но эффективно поставленная дымовая завеса помешала уничтожить врага, через 8 минут огонь был прекращён, а враг потерян. В бою «Сердитый» израсходовал 115 снарядов, «Сильный» — 33 снарядов, «Туча» и «Энгельс» дали всего по несколько залпов, зафиксировано падение 198 немецких снарядов.
В 14:45 командир отряда капитан 1 ранга Б. В. Хорошхин, находившийся на СКР «Туча», отдал приказ эсминцам отрезать и уничтожить врага. «Сердитый» и «Сильный» в течение часа пытались отыскать корабли противника, но не нашли их и возвратились в Моонзунд.

## Итоги боя
По советским данным, в бою был уничтожен один миноносец противника, а также повреждён вспомогательный крейсер. Однако впоследствии было установлено, что советские корабли вели бой с плавбазой MRS-11 и тральщиками М-23 и М-31. По немецким данным, отряд не получил ни одного попадания и потерь не понёс, впоследствии прибыв в Ригу. Стоит отметить, что данный бой был единственным сражением крупных советских кораблей на Балтике во время Второй мировой войны, в ходе которого обе стороны вели друг по другу артиллерийский огонь.